# كارولين رافايليان
كارولين رافايليان (بالإنجليزية: Carolyn Rafaelian )‏ (من مواليد 1966/67) هي سيدة أعمال أمريكية أرمنية وناشطة فب العمل الخيري ومؤسة س شركة الإكسسوارت والمجوهرات أليكس وآني، ومالكة شركة بيلكورت نيوبورت ومزارع كروم ساكونت في كارولين.

## خلفية عن حياتها
افتتح والد رافايليان مصنع مجوهرات في عام 1966، حيث عملت رافايليان وشقيقتها. وبمرور الوقت، ساعدت كارولين والدها في تصميم القطع وإنتاج تصاميم أصلية بنفسها لشركة سينيراما لتصنيع المجوهرات الخاصة بوالدها. التحقت كارولين بمدرسة بروت التذكارية الثانوية للبنات (المعروفة فيما بعد باسم مدرسة براوت)، ثم التحقت بجامعة رود آيلاند بين عامي 1987 و1989، ثم انتقلت إلى الكلية الأمريكية في لوس أنجلوس وتخرجت منها. وفي عام 1994، انضمت كارولين إلى أعمال والدها، وبدأت العمل في نهاية المطاف في إنتاجها الخاص. أصبحت كارولين في عام 2002 شريكةً مشتركًا لـ سينيراما مع أختها. أصبحت تصاميم رافايليان هي المبيعات الرئيسية للشركة، وفي عام 2016 اشترت أليكس وآني منشأة التصنيع مقابل مبلغ لم يكشف عنه.

## حياتها المهنية
في عام 2004، قامت رافايليان بتأسيس شركة أليكس وأني، وهو خط مجوهرات سميت على أسماء ابنتيها الكبريتين. بدأت كارولين العلامة التجارية بخمس حلقات متنوعة وتوسعت إلى مجموعة كاملة من المجوهرات التي ترتكز على السوار القابل للتوسيع، والذي حصلت على براءة اختراع له.
أجرت الصحف مقابلات مع رافايليان بشأن الأحداث الجارية، بما في ذلك صحيفة نيويورك ديلي نيوز. حصلت كارولين على جائزة رود آيلاند للمشروعات الصغيرة لعام 2012 من إدارة الأعمال الصغيرة عن عملها في شركة أليكس وآني وجائزة إرنست ويونج في فئة المنتجات في نيو إنغلند. تعتبر رافايليان أكبر إنجاز لحياتها في إطلاق مجموعة ليبرتي من المجوهرات المصنوعة من النحاس الأصلي من تمثال الحرية. نمت إيرادات شركتها من 5 ملايين دولار في عام 2010 إلى أكثر من 500 مليون دولار في عام 2016 مع بعض مبادرات الشركة الخيرية، حيث تذهب 20 ٪ من المبيعات إلى الأعمال الخيرية.
تمتلك رافايليان مقهى يسمى جافاز وتيز؛ حيث تتصل بعض تلك المقاهي بمتاجر أليكس وآني، وبعضها مستقل. كما تمتلك رافيليان مصنع نبيذ رود آيلاند ومزارع كروم ساكونت في كارولين الذي تم شراؤهما في عام 2012 والذي يتميز بصنع النبيذ محلي الصنع. منذ امتلاك رافيليان للمصنع، فازت المزارع والمصنع بعدد من الجوائز في المسابقة الدولية.

## حياتها الشخصية
انفصلت رافيليان عن زوجها الأول.
تمتلك رافايليان قصر مكون من 60 غرفة، وهو قصر بيلكورت نيو بورت والمعروف سابقاً باسم قلعة بيلكورت، في نيوبورت برود ايلاند بُني في عام 1894.
أوردت مجلة رود آيلاند الشهرية الأعمال الخيرية التي قامت بها رافايليان على أنه يتضمن «منظمة مشروع الولايات المتحدة الأمريكية، وهي منظمة غير ربحية جمعت الأموال لضحايا إعصار كاترينا، والناجين من سرطان الثدي، والأنواع المهددة بالانقراض» بالإضافة إلى مشاريع منفصلة مع جمعية الرفق بالحيوان في الولايات المتحدة.
تم إدراج رافيليان في قائمة مجلة فوربس في المرتبة الـ 22 لأغنى النساء العاملات في أمريكا في عام 2016، مع قيمة صافية لثروتها تُقدر بمبلغ 700 مليون دولار في يونيو 2016. اعترفت مؤسسة ديفيد لينش في مايو 2017 بجهودها الإنسانية. بلغت قيمة ثروة رافايليان 1.8 مليار دولار اعتبارًا من يونيو 2017، واحتلت المرتبة الثانية عشر على قائمة فوربس أغنى النساء في أمريكا، حيث تمتلك 80٪ من أليكس وآني.